# Ashok Leyland

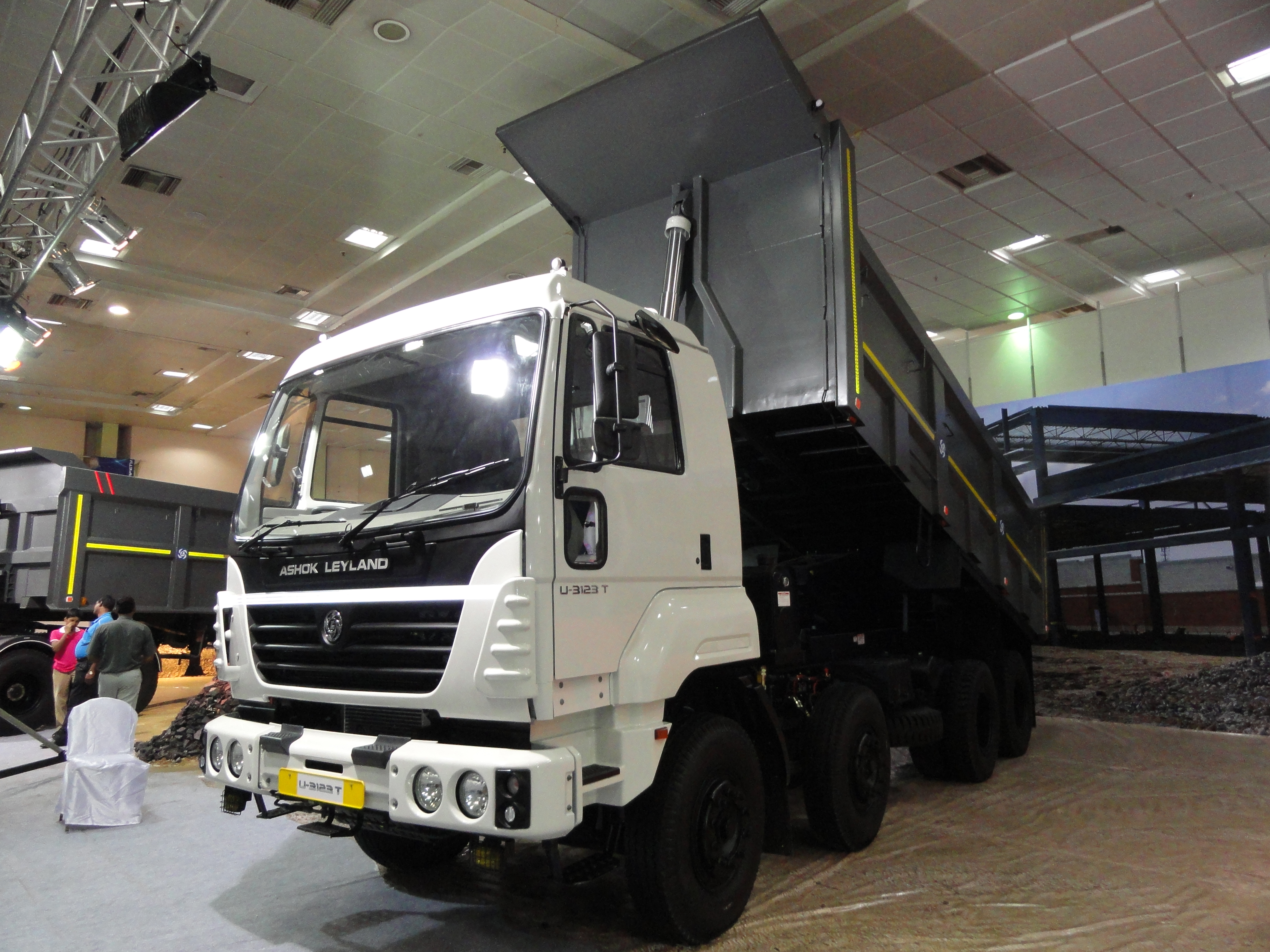
Ashok Leyland lastbil

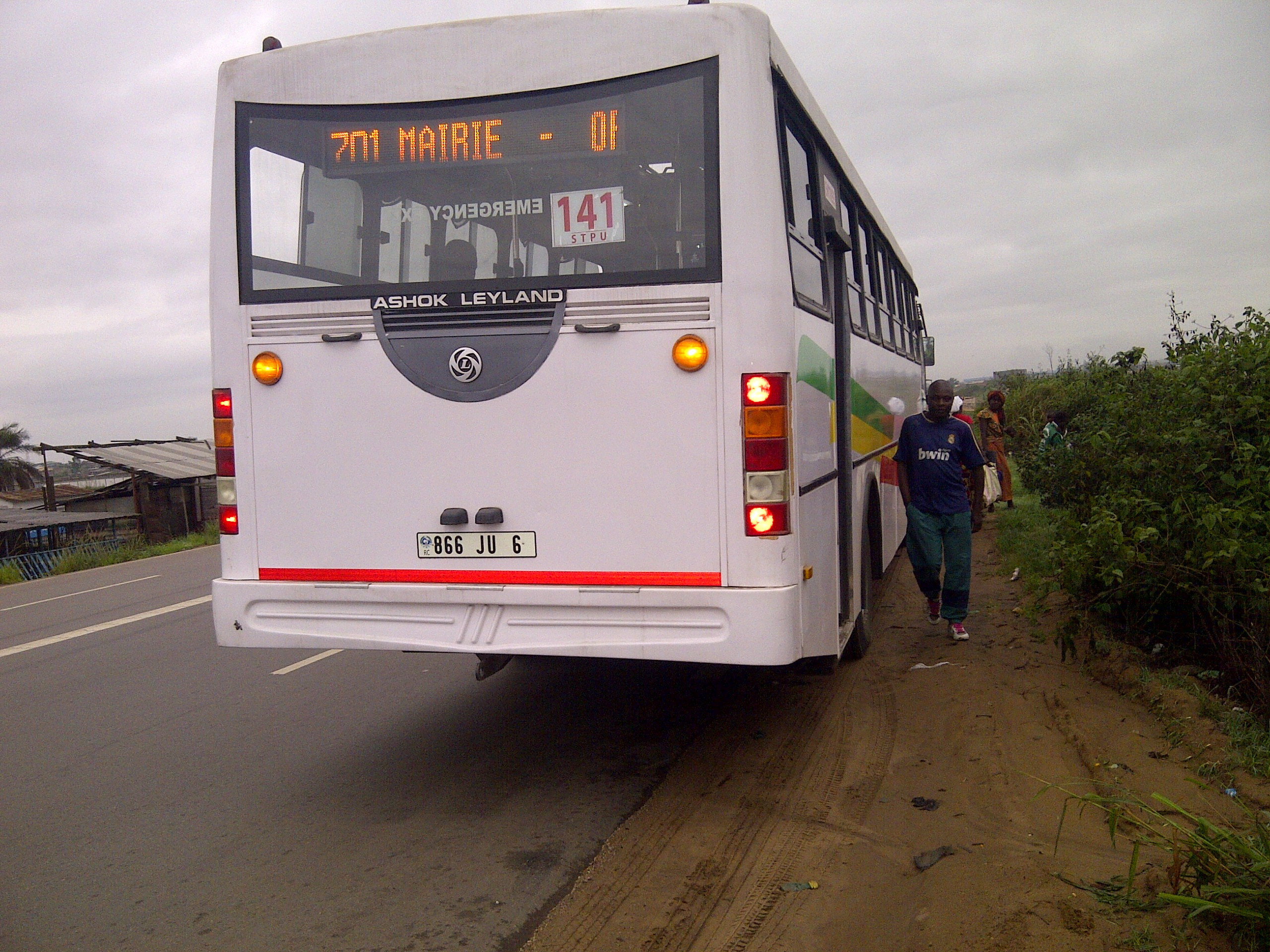
Ashok Leyland buss i Kongo-Brazzaville

Ashok Leyland är en indisk fordonstillverkare i Chennai. Bolaget grundades 1948 och tillverkar lastbilar och bussar samt motorer. Årsproduktionen ligger på 60 000 fordon och 7000 motorer.
Ashok Leyland grundades av Raghunandan Saran 1948 som Ashok Motors. Namnet Ashok kommer från grundarens son Ashok Saran. Bolaget började med att montera Austin med den första modellen i Austin A40. Senare började bolaget med nyttofordon och inledde 1950 ett samarbete med brittiska Leyland som 1954 gick som delägare varpå bolaget fick namnet Ashok Leyland. British Leyland lämnade bolaget 1975 men fortsatte att samarbeta med Ashok Leyland fram till 1980-talet.